# Cantone di Jaramijó
Il cantone di Jaramijó è un cantone dell'Ecuador che si trova nella provincia di Manabí.
Il capoluogo del cantone è Jaramijó.